# Ulrike Gut
Ulrike Gut ist eine deutsche Anglistin.

## Leben
Nach dem M.A. Englisch / Psychologie an der Universität Mannheim (1989–1994), dem MPhil (1994–1995) in Linguistik an der Trinity Hall der Universität Cambridge, der Promotion 1999 in englischer Linguistik an der Universität Mannheim und der Habilitation 2006 an der Albert-Ludwigs-Universität Freiburg ist sie seit 2011 Professorin für Englische Sprachwissenschaft an der Universität Münster.
Ihre Forschungsgebiete sind Phonetik und Phonologie des Englischen, verschiedene englische Sprachen (nigerianisch, jamaikanisch, singapurisch, malaysisch), Erwerb von Englisch als L2 und L3, Korpuslinguistik, Korpusdesign, Soziolinguistik und Sprachwechsel.

## Schriften (Auswahl)
- Bilingual acquisition of intonation. A study of children speaking German and English. Tübingen 2000, ISBN 3-484-30424-3.
- Non-native speech. A corpus-based analysis of phonological and phonetic properties of L2 English and German. Berlin 2009, ISBN 978-3-631-59115-4.
- Introduction to English phonetics and phonology. Berlin 2009, ISBN 978-3-631-56615-2.
- mit Robert Fuchs und Eva-Maria Wunder (Hg.): Universal or diverse paths to English phonology. Berlin 2015, ISBN 3-11-034592-7.